# Мария Магдалина
Вижте пояснителната страница за други значения на Мария.
Марѝя Магдалѝна, срещана и като Марѝя Магдалѐна (на иврит: מרים המגדלית; на старогръцки: Μαρία ἡ Μαγδαληνή; на латински: Maria Magdalena), е почитана като светица от християнските църкви. Появява се в Новия Завет, описана е като предана последователка на Иисус Христос, мироносица, и свидетелка на възкресението му.
И в четирите евангелия се споменава св. Мария Магдалина, като някои християнски учени приемат, че означава „Мария от Магдала“, въпреки че няма библейска информация, която да посочва дали това е нейното родно място или нейният дом, а други теолози предполагат, че тя е от Магдала Нунайя, където вероятно са се случили събитията записани от Марк в Глава 6.
Историята на св. Мария Магдалина е дълбоко свързана с Иисус.
Св. Мария Магдалина е тази, която открива празния гроб на Божия син и е свидетел на възкресението Му.
Естеството на връзката между Иисус Христос и Мария Магдалина е предмет на многобройни конспиративни теории, догадки и предположения, които понякога се разглеждат от вярващите като светотатство.
През 2009 г. мощите на св. Мария Магдалина са донесени за поклонение в Ловеч от славянобългарския манастир „Свети Великомъченик Георги Зограф“ в Света гора.

## Почит
В Православната и Католическата църкви почитането на Мария Магдалина има известни различия:
- Православната църква я тачи предимно като една от жените мироносици, изцелена от седем бяса (Марк 16:9), която се споменава на няколко пъти в четирите Евангелия, докато
- в Католическата църква дълго време нейният образ легендарно, но неправилно се идентифицира с каещата се блудница Мария от сестрите Марта и Мария, понеже през 591 г. папа Григорий Велики изказвал официално такова предположение, заявявайки на една проповед, че тези три жени са един и същи човек – Мария Магдалина, покаялата се блудница. През 1969 г. католическата църква признава официално, че тя не е каеща се блудница, а през 2016 г. е призната от Ватикана за апостол, наравно с останалите 12 ученика на Исус – Петър, Андрей, Яков Зеведеев, Йоан, Филип, Вартоломей, Тома, Матей, Яков Алфеев, Тадей, Симон Ханаанец и Юда Искариотски.

## В изкуството
Надали има друг художествен персонаж като Мария Магдалина в историята на изкуството, който да е бил толкова култов обект на вдъхновение и многобройно пресъздаване. Образът на св. Мария Магдалина преобладава освен в картините на средновековните художници, но и в тези на ренесансовите творци.
В киното на 21 век св. Мария Магдалина е изиграна от Моника Белучи в популярния филм „Страстите Христови“ на Мел Гибсън.
- „Мария Магдалина“, картина от Фредерик Сандис (1860)
- „Каещата се Магдалина“, картина от Тициан
- „Мария Магдалина“, литография от Адриан ван дер Верф

Музика
- Сандра – „Мария Магдалена“
- Мария Магдалена Архив на оригинала от 2016-03-04 в Wayback Machine., Точка БГ

## В българския фолклор
В българския фолклор света Мария е смятана за сестра на свети Илия заради близостта на празниците им и по тази причина също е свързвана с предпазването от мълнии.

## Други
На света Мария Магдалина е наречена улица в квартал „Симеоново“ в София (Карта).